# Syngonium
Syngonium, biljni rod iz porodice kozlačevki smješten u tribus Caladieae, dio potporodice Aroideae. 
Rodu pripada 39 vrsta hemiepifita rasprostranjenih od Meksika do Brazila. 
Vrste roda Syngonium su zimzelene penjačice (ponekad puzeće) s mliječnim lateksom, cvjetovi jednospolni, perigon odsutan.

## Vrste
1. Syngonium adsettiorum Croat, O.Ortiz & J.S.Harrison
2. Syngonium angustatum Schott
3. Syngonium armigerum (Standl. & L.O.Williams) Croat
4. Syngonium auritum (L.) Schott
5. Syngonium bastimentoense O.Ortiz & Croat
6. Syngonium brewsterense Croat & Delannay
7. Syngonium castroi Grayum
8. Syngonium chiapense Matuda
9. Syngonium chocoanum Croat
10. Syngonium churchillii Croat & O.Ortiz
11. Syngonium crassifolium (Engl.) Croat
12. Syngonium dodsonianum Croat
13. Syngonium erythrophyllum Birdsey ex G.S.Bunting
14. Syngonium foreroanum Croat
15. Syngonium gentryanum Croat
16. Syngonium hastiferum (Standl. & L.O.Williams) Croat
17. Syngonium hastifolium Engl.
18. Syngonium hoffmannii Schott
19. Syngonium laterinervium Croat
20. Syngonium litense Croat
21. Syngonium llanoense Croat
22. Syngonium macrophyllum Engl.
23. Syngonium mauroanum Birdsey ex G.S.Bunting
24. Syngonium meridense G.S.Bunting
25. Syngonium neglectum Schott
26. Syngonium oduberi T.Ray
27. Syngonium podophyllum Schott
28. Syngonium purpureospathum Croat & Raz
29. Syngonium rayi Grayum
30. Syngonium sagittatum G.S.Bunting
31. Syngonium salvadorense Schott
32. Syngonium schottianum H.Wendl. ex Schott
33. Syngonium sparreorum Croat
34. Syngonium standleyanum G.S.Bunting
35. Syngonium steyermarkii Croat
36. Syngonium tacotalpense Diaz Jim. & Croat
37. Syngonium triphyllum Birdsey ex Croat
38. Syngonium wendlandii Schott
39. Syngonium yurimaguense Engl.